# Joji Hattori
Jōji Hattori (服部 譲二?, Hattori Jōji; Tòquio, Japó, 21 de gener de 1969) es un violinista, director d'orquestra i pedagog musical japonès.
Nascut al Japó, però crescut a Viena, Joji Hattori va estudiar violí a l'Acadèmia de Música i Sociologia de Viena a la Universitat d'Oxford i va continuar els seus estudis de violí amb els violinistes Yehudi Menuhin i Vladimir Spivakov. La carrera de solista internacional de Joji Hattori va començar després de guanyar el Concurs Internacional de Joves Violinistes Yehudi Menuhin el 1989. El 1999 Hattori va decidir iniciar una carrera com a director d'orquestra i el 2002 va guanyar un premi a la competició de director d'orquestra de Maazel-Vilar, que va portar a la realització de compromisos a Nova York.
Des de llavors ha estat director principal resident de l'Erfurt Theatre, director musical del Tokyo Ensemble i des del 2004 és director associat de la Das Wiener KammerOrchester. Ha estat convidat a dirigir moltes orquestres importants, incloent l'Orquestra Philharmonia, l'Orquestra Simfònica de Viena i l'orquestra de l'Opera Estatal de Viena.
Hattori és professor visitant de violí a la Royal Academy of Music de Londres
Representant de l’agència austríaca Buchmann i principal director resident del teatre de l’òpera d’Erfurt, exercí al costat de Pablo Mielgo, durant la temporada 2014-2017, com a principal director convidat a l'Orquestra Simfònica de Balears Ciutat de Palma (OSB), a més del codirector artístic.